# Vivian Suter

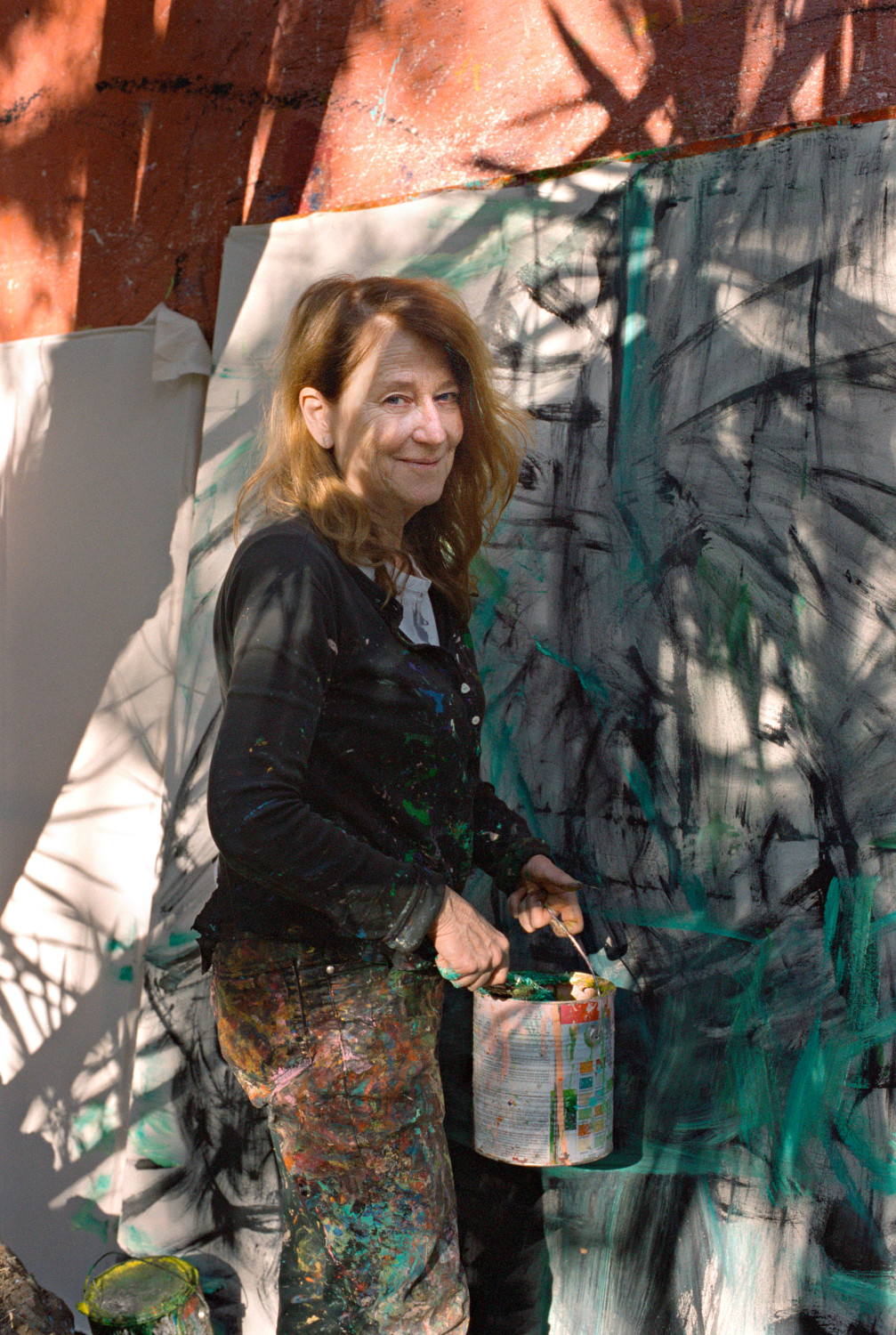
Vivian Suter 2018 in ihrem Atelier in Panajachel, Guatemala. Foto: Flavio Karrer

Vivian Suter (geboren als Vivian Wild am 26. August 1949 in Buenos Aires) ist eine argentinisch-schweizerische Malerin.

## Leben
Vivian Suter ist die Tochter von Elisabeth und August Wild. Sowohl ihre Mutter als auch ihre Grossmutter waren Künstlerinnen. Im Jahr 1962 zog sie mit ihrer Familie von Buenos Aires nach Basel. Sie besuchte später bis 1972 die Kunstgewerbeschule Basel. Ende der 1960er Jahre heiratete Vivian Suter den Werbefachmann und späteren Schriftsteller Martin Suter. Sie bereisten gemeinsam Afrika und Indien, trennten sich aber in den frühen 1980er Jahren. Nach einer Nord- und Zentralamerikareise liess Vivian Suter sich 1983 auf einer ehemaligen Kaffeeplantage in Panajachel, Guatemala, nieder. Ihre Mutter Elisabeth Wild folgte ihr 2007.

## Werk
Ihre Fotoarbeiten, Aquarelle und Ölmalereien auf Papier und Leinwand handeln vom Lago de Atitlán, vom Wind, vom Regen, von den Vulkanen, von der Weite und einer waldreichen Umgebung. Sie lebt inmitten von Palmen und üppiger Vegetation, wo sie ihre Arbeiten entwirft.
Bevor Suter zu einer freien Bildsprache fand, arbeitete sie konzeptuell. Beispielsweise fotografierte sie «158 Leute, die ich zwischen dem 26.6.73 und dem 14.4.74 auf meiner Reise kennen gelernt habe». Die Zufallsbekanntschaften bildete sie mit einer Schiefertafel ab, auf der Datum, Name der Porträtierten sowie Ort der Begegnung notiert waren.
In den frühen 1980er Jahren entstanden grossformatige Malereien, die Suter «Unförmige» nennt. Die Werke sind polygonal, aus mehreren Papierelementen zusammengesetzt und werden anschliessend zugeschnitten. Sie zeigen organisch-fliessende Motive. Um 1983 wandte sich die Künstlerin vom Papier ab und begann pastose Malschichten auf Leinwände aufzutragen.
Richtungsweisende Momente für Suters Arbeit waren die beiden Tropenstürme Stan im Jahr 2005 und Agatha 2010. Sie verunstalteten oder zerstörten zahlreiche Leinwände. Suter akzeptierte das Eingreifen der Natur in ihre Arbeit. Die Leinwände tragen fortan die Spuren der Umwelt wie Schlamm oder Laub.

## Preise und Auszeichnungen
- 1981: Eidgenössisches Kunststipendium
- 1994: Kunstkredit Basel-Stadt
- 2016: Golden Pineapple, La Gran Bien Tropical 2, San Juan, Portugal
- 2021: Prix Meret Oppenheim

## Werke in öffentlichen Sammlungen
Art Institute of Chicago; Musée d’Art Moderne Grand-Duc Jean, Luxemburg; Guggenheim Museum, New York; Helvetia Kunstsammlung; Jewish Museum, New York; Kunstmuseum Luzern; MCA Chicago, Chicago; MFA Boston; Sammlung Ricola; Schweizerische Eidgenossenschaft, Bundesamt für Kultur; Tate Collection, London; Kanton Basel-Stadt

## Ausstellungen (Auswahl)

### Einzelausstellungen
- 1971, 1980, 1989, 1993: Galerie Stampa, Basel
- 1975: Galerie Rolf Preisig, Basel
- 1976: Galerie Elisabeth Kaufmann, Olten
- 1977: Galerie Handschin, Basel
- 1978: Galerie ABF, Hamburg
- 1981: Galleria Diagramma, Mailand
- 1982: Galleria Dossi, Bergamo
- 1983: Vivian Suter. Bilder 1981–1983, Kunstmuseum des Kantons Thurgau, Kartause Ittingen, Warth
- 1984: Galerie Regenbogen, Luzern
- 1985: Fundaciòn Humboldt y Consulado Suizo, Guatemala-Stadt
- 1990: Galerie Susan Wyss, Zürich
- 2004: Alrededor de mi cuarto, Kunstmuseum Olten
- 2008: La Terraza, „Panajachel“, Guatemala
- 2014: Vivian Suter. intrépida featuring Elisabeth Wild Fantasías 2, Kunsthalle Basel
- 2015: Vivian Suter. Panajachel, The Mistake Room, Los Angeles
- 2017: Using Walls, Floors, and Ceilings. Vivian Suter, Jewish Museum, New York City
- 2018: Vivian Suter. La Canícula, The Power Plant, Toronto
- 2019: Vivian Suter, Tate Liverpool
- 2021: Vivian Suter. Retrospektive, Kunstmuseum Luzern
- 2022: Vivian Suter, Palacio de Velázquez, Museo Reina Sofía Madrid

- 2023: Vivian Suter. A Stone in the Lake, Wiener Secession
- 2023: Vivian Suter. Home, Galleria d’Arte Moderna e Contemporanea (Bergamo)

### Gruppenausstellungen
- 1978: Sechs Basler Künstler, Kunstmuseum Thun
- 1979: Europa 79. Kunst der 80er Jahre, Verein Kunstausstellungen (heute: Galerie Max Hetzler), Stuttgart[6]
- 1980: 22 artistas suiços, Galeria Nacional de Arte Moderna Belém, Lissabon
- 1981: 6 Künstler aus Basel, Kunsthalle Basel
- 1983: Swiss Center Gallery, New York
- 2011: 6 Künstler aus Basel x 2, Kunsthalle Basel
- 2012: Onlinka, or Where Movement Is Created, Museo Tamayo Arte Contemporanéno, Mexiko-Stadt
- 2013: Concepción 41, Fundacion de arte contemporaneo, La Antigua
- 2014: 31. Biennale von São Paulo
- 2016: X Bienal de Nicaragua, Managua
- 2017: documenta 14, Kassel/Athen[7]
- 2018: Taipei Biennial – Post Nature: A Museum as an Ecosystem, Taipeh
- 2019: En Plein Air, High Line Art, New York
- 2021: Earth Beats, Kunsthaus Zürich

## Film
- Vivian’s Garden von Rosalind Nashashibi[8]
- intépida/fearless, filmische Skizze von Gertrud Pinkus[9]